# Hyloconis improvisella
Hyloconis improvisella är en fjärilsart som först beskrevs av Ermolaev 1986.  Hyloconis improvisella ingår i släktet Hyloconis och familjen styltmalar. Inga underarter finns listade i Catalogue of Life.